# أنديرة أحادية الورقة
أنديرة أحادية الورقة (الاسم العلمي:Andira unifoliolata) هي نوع من النباتات تتبع جنس الأنديرة من الفصيلة البقولية.